# Britská národní bibliografie
Britská národní bibliografie (The British National Bibliography, BNB) je národní bibliografie Spojeného království. Jejím primárním účelem, stanoveným v Britském muzeu v roce 1949, bylo publikovat komplexní seznam knih, časopisů a seriálů vydaných ve Spojeném království a Irské republice. Tento seznam zahrnuje také klíčové informace o připravovaných titulech dodávaných v rámci programu „Cataloging in Publication“ (katalogizace v knize) Britské knihovny. Zahrnuje i elektronické publikace. Uvádí se, že Britská národní bibliografie vznikla v roce 1950.
Britská a irská nakladatelství jsou povinna na základě zákona o povinném výtisku zasílat kopii všech nových publikací, včetně seriálových titulů, do BNB k zařazení do seznamu. Seznam se zveřejňuje týdně v elektronické podobě, poslední tištěný týdenní seznam vyšel v prosinci roku 2011.
Bibliografie byla poprvé vydána v roce 1950 Radou Britské národní bibliografie (Council of the British National Bibliography) pod redakčním vedením Arthura J. (Jacka) Wellse. Počáteční práce probíhaly v budově poškozené bombami na Russell Square 39. V průběhu let se kanceláře několikrát stěhovaly. V roce 1964 se přesunuly na Bedford Square 7. V roce 1967 se kancelář přestěhovala na Rathbone Street 7/9 a nakonec v roce 1974 na Store Street 14. Od roku 1974 se Britská národní bibliografie stala součástí Britské knihovny (založené v roce 1973), což bylo důležitým milníkem. V roce 1981 byla produkce přesunuta do Novello House na rohu Wardour Street a Sheraton Street (sousedící s tehdejšími kancelářemi ústřední správy Britské knihovny) a v roce 1992 z Londýna na severní pracoviště Britské knihovny na Thorp Arch Trading Estate poblíž Boston Spa, kde se stala Národní bibliografickou službou (National Bibliographic Service).

## Obsah
Britská národní bibliografie zahrnuje knihy, časopisy a seriály, které jsou nově vydány nebo distribuovány ve Spojeném království a Irské republice. Důležitou součástí jsou informace o připravovaných titulech, které jsou dodávány v rámci programu Britské knihovny Cataloging-in-Publication (CIP). To umožňuje, aby se informace o nových titulech objevily v BNB až 16 týdnů před jejich ohlášeným datem vydání, což slouží jako zásadní informace pro knižní trh a knihovny.
V souladu s vyvíjejícím se publikačním prostředím byly elektronické publikace výslovně zahrnuty do rozsahu BNB od roku 2013. Toto rozšíření zajišťuje, že digitální obsah je také zachycen jako součást národní produkce.

### Povinný výtisk
Základem komplexního pokrytí Britské národní bibliografie (BNB) je systém povinného výtisku. K tomuto tématu se vztahuje tzv. Zákon o povinném ukládání publikací knihovnám z roku 2003 (Legal Deposit Libraries Act 2003) a zákon Copyright and Related Rights Act 2000. Vydavatelé ve Spojeném království a Irsku jsou zákonně povinni zaslat Britské knihovně výtisk (kopii) všech nových publikací, včetně seriálových titulů, k zařazení do BNB. Tento právní rámec má hluboké historické kořeny, existuje v anglickém právu od roku 1662. Byl aktualizován v roce 2013, aby výslovně zahrnoval elektronické publikace (Nařízení o povinném ukládání netištěných děl).
Britská knihovna je jednou ze šesti knihoven s právem povinného výtisku ve Spojeném království a Irsku, spolu s Národní knihovnou Skotska, Velšskou národní knihovnou (The National Library of Wales), Bodleyovou knihovnou (anglicky Bodleian Library, Oxford), University Library (Cambridge) a Knihovnou Trinity College Dublin (Library of Trinity College Dublin). Vydavatelé musí zaslat výtisk Britské knihovně do jednoho měsíce od vydání díla, přičemž ostatních pět zmíněných knihoven má nárok na výtisk na vyžádání do 12 měsíců (od žádosti). U digitálních publikací jsou knihovny povinného výtisku oprávněny kopírovat materiály vydané ve Spojeném království z internetu, včetně volně přístupného obsahu.